# شهرستان دچن
شهرستان دچن (به لاتین: Dêqên County) یک منطقهٔ مسکونی در چین است که در ولایت خودمختار دیگینگ تبتی واقع شده‌است. شهرستان دچن ۷٬۵۹۶ کیلومتر مربع مساحت و ۶۲٬۴۰۰ نفر جمعیت دارد و ۳٬۳۰۰ متر بالاتر از سطح دریا واقع شده‌است.